# 大時代 (1981年電影)
《大時代》（英語：Ragtime）是一部1981年美國劇情片，改編自E·L·多克托罗的1975年歷史小說《拉格泰姆时代》，以世紀之交的紐約市、新羅謝爾和大西洋城及其周邊地區為背景，虛構描述了當時的真實人物和事件。電影由米洛斯·福曼執導，麥可·韋勒和博·古德曼（未掛名）編寫劇本，主演陣容包括霍華德·羅林斯、詹姆斯·卡格尼、布拉德·道里夫、伊莉莎白·麥戈文、莫塞斯·岡恩、玛丽·斯汀伯根、詹姆斯·奧爾森、肯尼斯·麥克米倫、帕特·奧布萊恩、曼迪·帕廷金唐納·奧康納、法蘭·卓雪、李查·葛瑞夫斯、諾曼·梅勒、勞勃·喬伊、傑夫·丹尼爾及黛比·艾伦。
《大時代》1981年11月20日在美國上映，影評口碑以正面居多；入圍第54届奥斯卡金像奖上的八項大獎，以及第39屆金球獎上的八項大獎，但皆一無所獲。

## 演員
- 霍華德·羅林斯飾演小科爾豪斯·沃克
- 詹姆斯·卡格尼飾演萊茵蘭德·沃爾多局長
- 布拉德·道里夫飾演弟弟
- 伊莉莎白·麥戈文飾演伊芙琳·内斯比特
- 莫塞斯·岡恩飾演布克·T·華盛頓
- 玛丽·斯汀伯根飾演母親
- 詹姆斯·奧爾森飾演父親
- 肯尼斯·麥克米倫飾演消防隊長威利·康克林
- 帕特·奧布萊恩飾演德瑪斯
- 曼迪·帕廷金飾演塔特
- 唐納·奧康納飾演伊芙琳的舞蹈教練
- 法蘭·卓雪飾演瑪梅
- 李查·葛瑞夫斯飾演德瑪斯的助手
- 諾曼·梅勒飾演斯坦福·怀特
- 勞勃·喬伊飾演哈里·肯德爾·肖
- 傑夫·丹尼爾飾演PC·奧唐納
- 黛比·艾伦飾演莎拉
- 傑佛瑞·狄蒙飾演哈利·胡迪尼
- 弗兰基·费森飾演幫派成員
- 貝西·拉烏飾演老太太
- 克里斯托夫·麦尔科姆飾演警察隊長
- 山繆·傑克森飾演幫派成員
- 迈克尔·杰特飾演譜號俱樂部樂隊指揮
- 安德里亚斯·凯特苏拉斯飾演警員
- 巴里·丹嫩飾演劇務
- 伊森·菲利浦斯飾演家庭住宅警衛

本片為詹姆斯·卡格尼和帕特·奧布萊恩的最後一部電影。在出演《大時代》之前，卡格尼已有20年未出演過電影。

## 製作
《大時代》在紐約市拍攝；其他地點包括紐約州基斯科山、新澤西州以及英國謝珀頓工作室。勞勃·阿特曼最初簽約執導本片，但後來被米洛斯·福曼取代。

## 外部連結
- 互联网电影数据库（IMDb）上《大時代》的资料（英文）
- AllMovie上《大時代》的资料（英文）
- 爛番茄上《大時代》的資料（英文）
- Box Office Mojo上《大時代》的資料（英文）